# Eupterote olivescens
Eupterote olivescens är en fjärilsart som beskrevs av Rothschild 1920. Eupterote olivescens ingår i släktet Eupterote och familjen Eupterotidae. Inga underarter finns listade i Catalogue of Life.